# Dorsale Salamander
La dorsale Salamander è una catena montuosa situata nella regione nord-occidentale della Dipendenza di Ross, nell'entroterra della costa di Pennell, in Antartide. La dorsale Salamander, che fa parte dei monti Freyberg, un gruppo montuoso a sua volta facente parte della catena dei monti Transantartici, è orientata in direzione nord-ovest/sud-est, nella quale si estende per circa 50 km, arrivando a una larghezza massima di circa 10 km, ed è costeggiata, a est dal ghiacciaio Black, che la separa dal massiccio Neall, e a ovest dal ghiacciaio Canham, che la separa dalla dorsale Alamein. La vetta più alta della catena è quella del monte Staley, situato all'estremità sud-orientale della catena, che arriva a 2560 m s.l.m..

## Storia
La dorsale Salamander è stata così battezzata dai membri della squadra settentrionale della spedizione neozelandese di esplorazione antartica svolta nel periodo 1963-64, in omaggio al soprannome dato a Lord Bernard Freyberg da Sir Winston Churchill, ossia "salamandra" ("salamander" in inglese), una mitologica creatura delle saghe popolari e delle tradizioni alchemiche, a cui è attribuita la capacità di far vivere le fiamme, riuscendo ad attraversarle rimanendo illese.

## Mappe
Di seguito una serie di mappe in scala 1:250 000 realizzate dallo USGS:

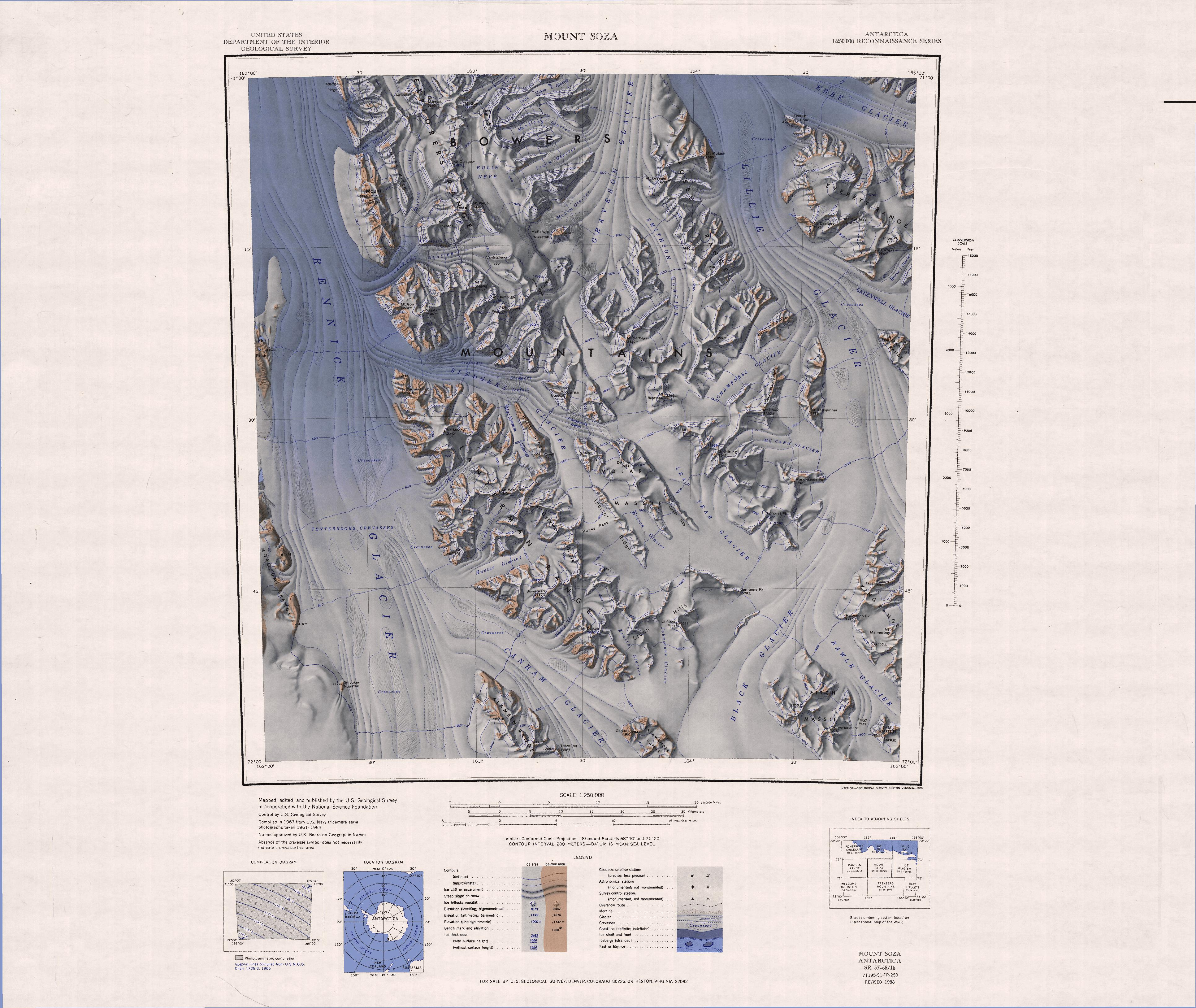
Nella parte centro-meridionale di questa mappa è possibile vedere l'estremità nord-occidentale della dorsale Salamander.
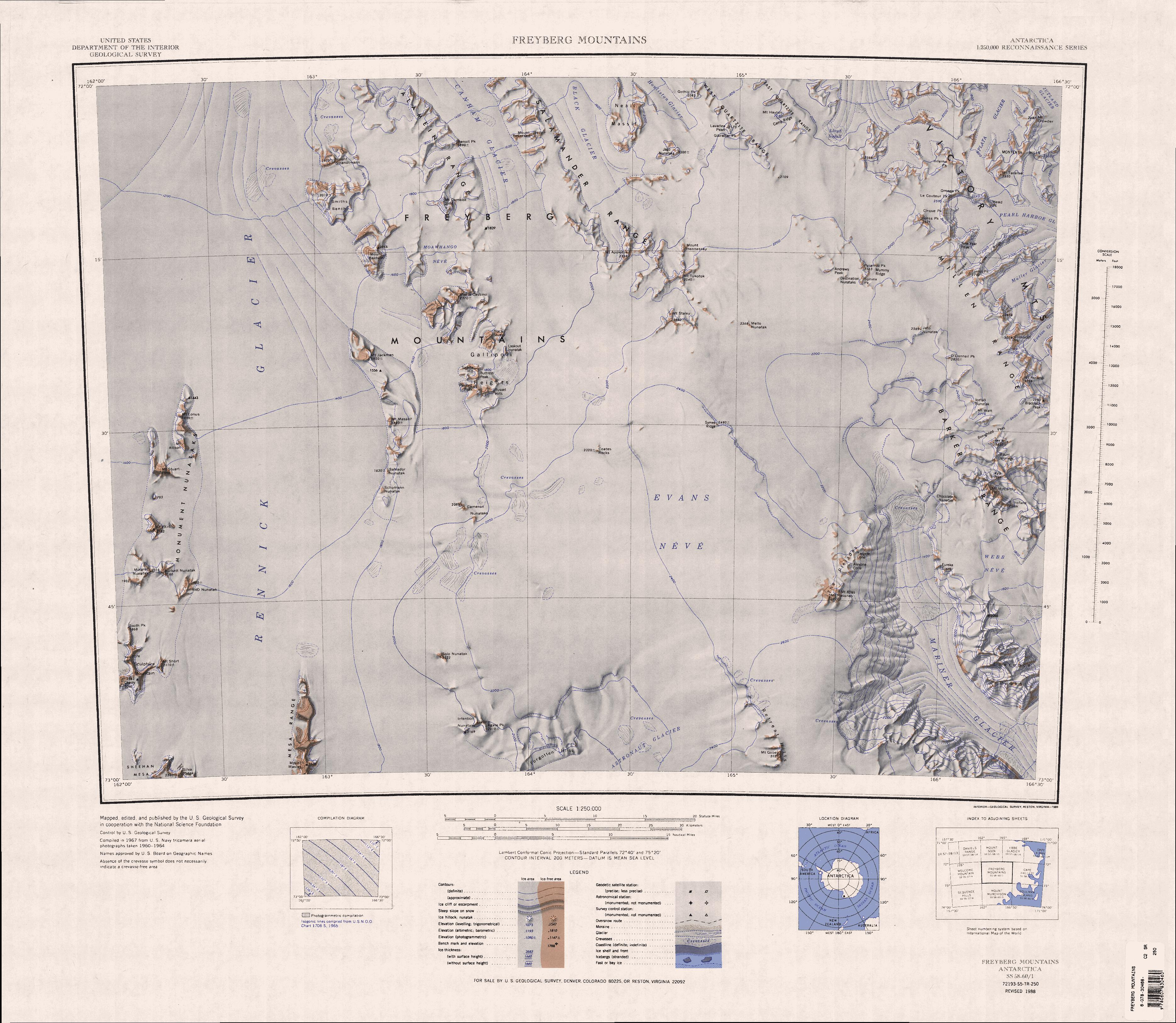
Nella parte settentrionale di questa mappa è possibile vedere l'estensione della dorsale Salamander.